# دبلیو. والاس کلت
دبلیو. والاس کلت (انگلیسی: W. Wallace Kellett؛ ۲۰ دسامبر ۱۸۹۱ – ۲۲ ژوئیهٔ ۱۹۵۱) سازنده هواپیما و بنیانگذار Kellett Autogiro Corporation اهل ایالات متحده آمریکا بود.